# Minja Koskela
Minja Koskela, née en 1987 à Heinävesi (Finlande), est une femme politique finlandaise. Elle est conseillère municipale à Helsinki et élue députée en 2023.
Le 19 octobre 2024, elle succède à Li Andersson à la présidence de l'Alliance de gauche.
Elle est professeure de musique et a obtenu un doctorat en musique à l'Académie Sibelius en 2022.